# الدوري الإندونيسي الممتاز 1999–2000
الدوري الإندونيسي الممتاز 1999–2000 (بالإندونيسية: Divisi Utama Liga Indonesia 1999–2000)‏ هو الموسم 6 من الدوري الإندونيسي الممتاز ‏. كان عدد الأندية المشاركة فيه 28، وفاز فيه PSM Makassar ‏.